# Sobolewo (powiat suwalski)
Sobolewo – wieś w Polsce położona w województwie podlaskim, w powiecie suwalskim, w gminie Suwałki. Leży nad Czarną Hańczą.
W latach 1975–1998 miejscowość należała administracyjnie do województwa suwalskiego.

## Historia
Wieś Sobolewo powstała dzięki kamedułom wigierskim, którzy w 1792 roku założyli tu hamernię miedzi, produkującą blachę i naczynia. Istniała ona jeszcze pod koniec XIX wieku. Wokół powstało osiedle zwane Amiernią, a dalej duża wieś położona na sandrowej, piaszczystej Równinie Augustowskiej. 
Wieś ma kilku przysiółków: Wioska, Zarzecze, Podsuwałki, Podlesie i Amiernia. Na zachodnim krańcu wsi w 1963 roku stwierdzono istnienie bogatych złóż kruszywa budowlanego. Pod cienką warstwą gleby leżą 2 warstwy piaszczysto-żwirowe przedzielone piaszczystym przewarstwieniem. Wydobyciem zajmuje się od 1975 roku Suwalska Kopalnia Surowców Mineralnych. Jest to kopalnia odkrywkowa, pozyskująca około dwa miliony ton rocznie surowca.